# Ходово (Берковичи)
Ходово (серб. Ходово / Hodovo) — село в общине Берковичи Республики Сербской Боснии и Герцеговины. В настоящее время село необитаемо.
Рядом расположено одноимённое село в общине Столац Федерации Боснии и Герцеговины.